# Пиберег
Пиберег (нем. Piberegg) — коммуна (нем. Gemeinde) в Австрии, в федеральной земле Штирия.
Входит в состав округа Фойтсберг.  Население составляет 389 человек (на 31 декабря 2005 года). Занимает площадь 14,38 км². Официальный код  —  61617.

## Политическая ситуация
Бургомистр коммуны — Ханнес Пайсль (СДПА) по результатам выборов 2005 года.
Совет представителей коммуны (нем. Gemeinderat) состоит из 9 мест.
- СДПА занимает 7 мест.
- АНП занимает 2 места.